# St. Nikola (Altdorf)

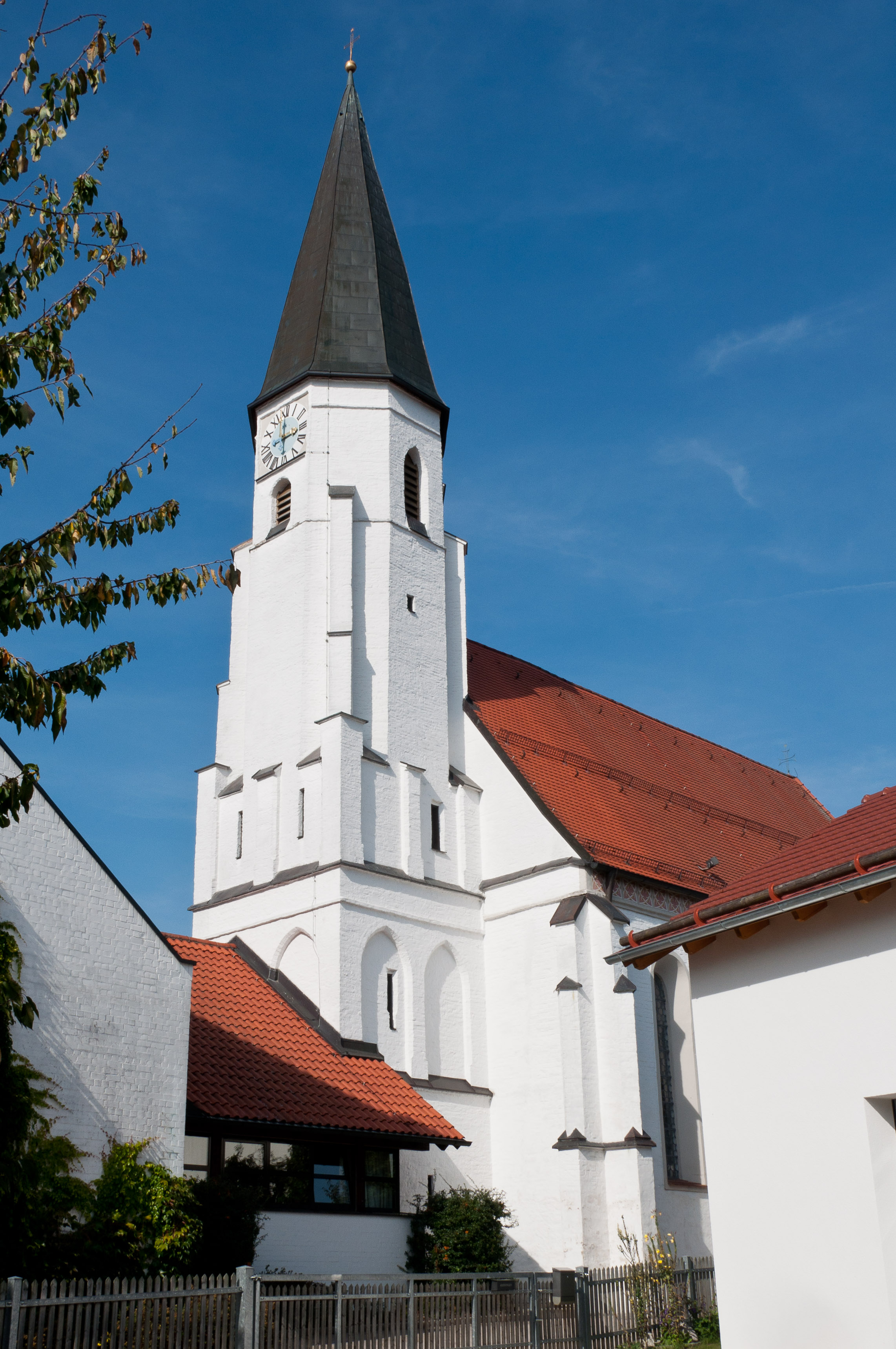
Außenansicht der Kirche Alt-St. Nikola

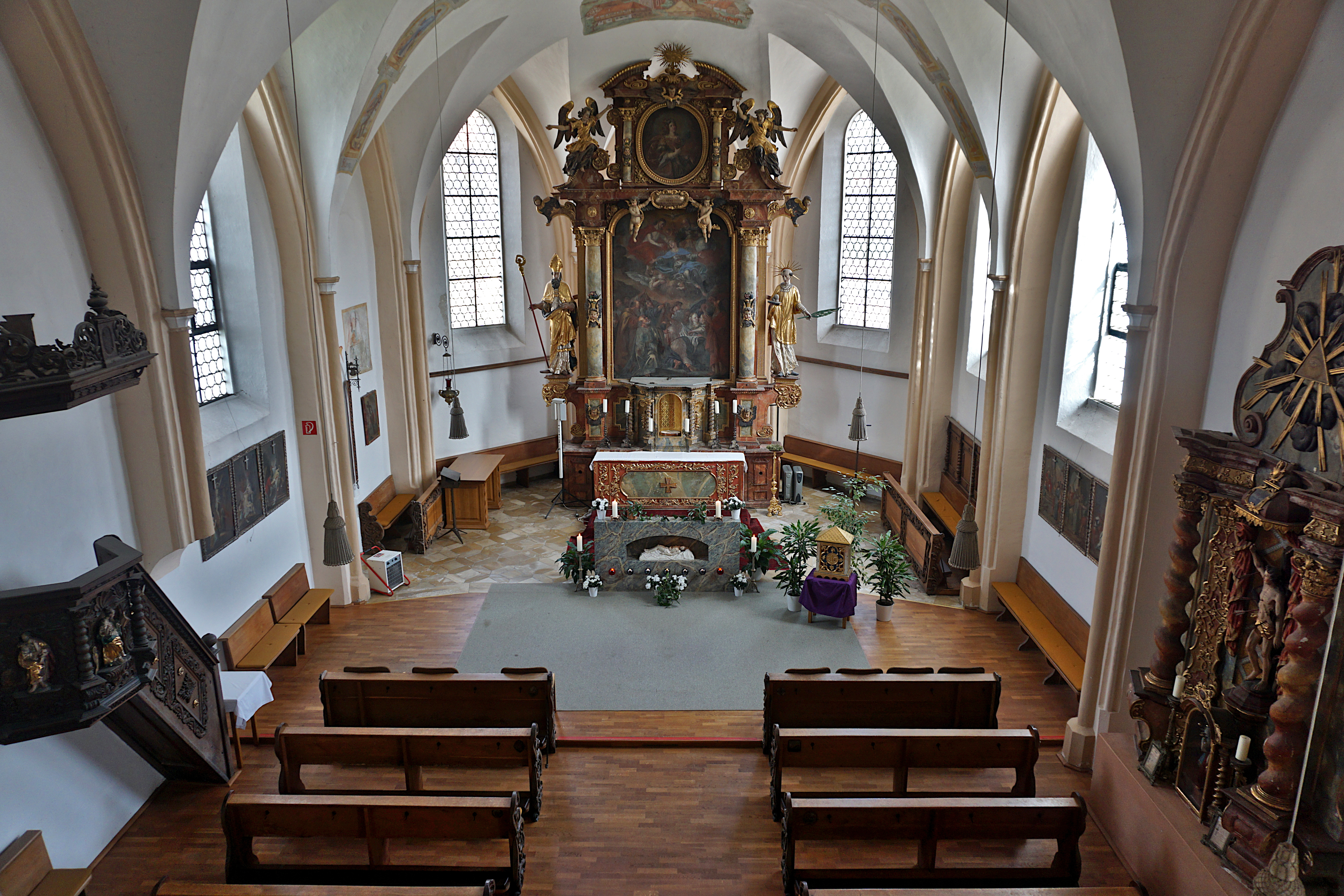
Innenansicht der Kirche Alt-St. Nikola

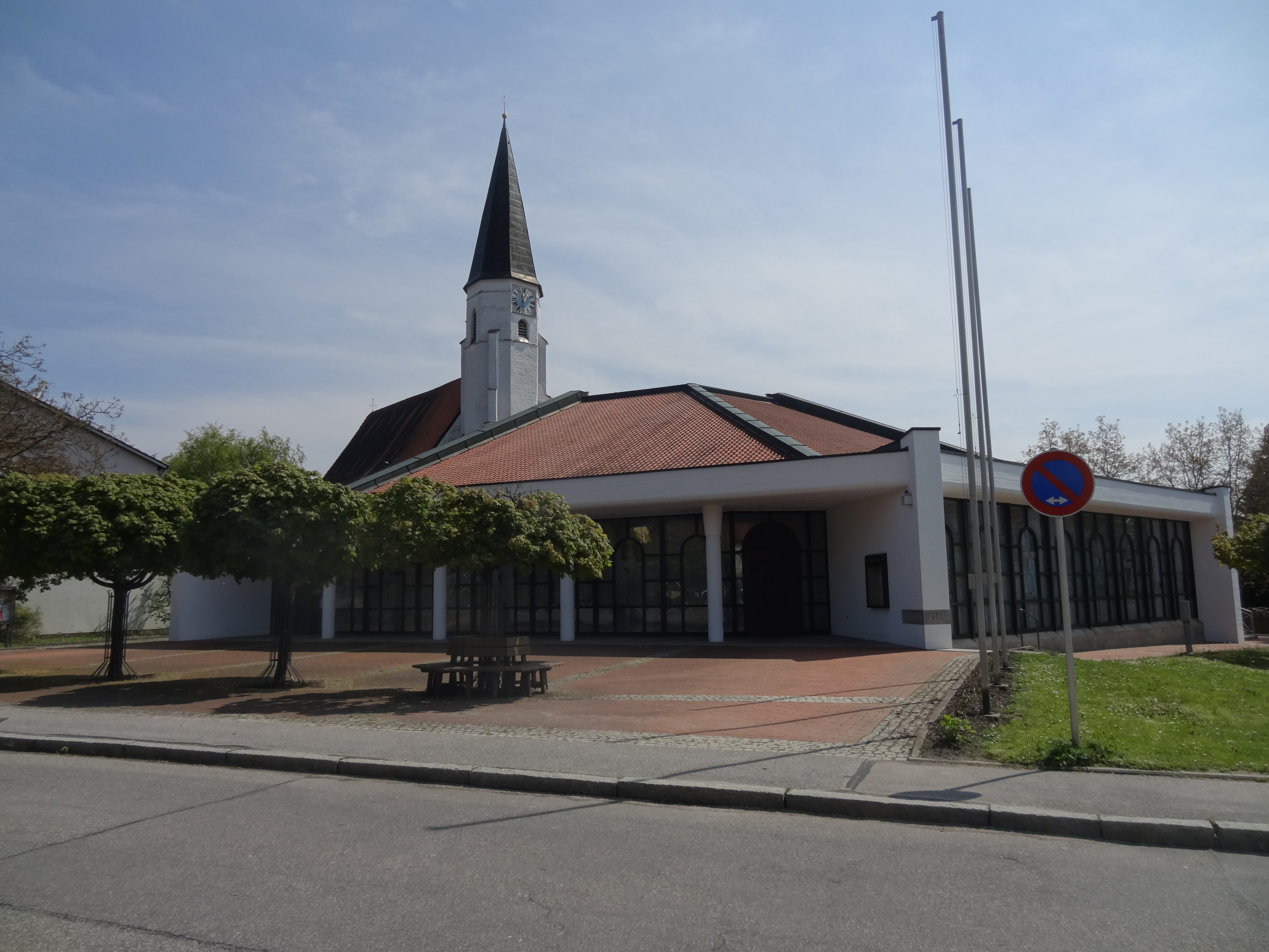
Außenansicht der Kirche Neu-St. Nikola

Die römisch-katholische Nebenkirche St. Nikola (auch St. Nikolaus, ehemals St. Stephanus) in Altdorf bei Landshut in Niederbayern ist ein spätgotisches Gotteshaus, welches 1982 durch den Anbau einer eigenständigen modernen Kirche drastisch vergrößert wurde. Heute kann Neu-St. Nikola aufgrund seiner Größe und seiner zentralen Lage im Ortskern als Hauptkirche des Marktes Altdorf angesehen werden, obwohl sie kirchenrechtlich nur Nebenkirche der Pfarrei Mariä Heimsuchung ist. Die Kirche war ursprünglich dem heiligen Stephanus geweiht, bis das Patrozinium im Jahr 1710 auf den heiligen Nikolaus von Myra (Gedenktag: 6. Dezember) wechselte.

## Alt-St. Nikola

### Geschichte
Nachdem Altdorf bereits in der zweiten Hälfte des 7. Jahrhunderts von Benediktinermönchen aus Regensburg christianisiert wurde, erbaute man um 750 ein erstes hölzernes Taufkirchlein an der Stelle, an der sich heute die Kirche Alt-St. Nikola befindet. Dieses erste Gotteshaus in Altdorf wurde vermutlich 909 bei den Ungarneinfällen wieder zerstört. Der heutige Bau wurde um 1480 von einem unbekannten Baumeister errichtet. Es könnte sich dabei allerdings um Peter Westermeier handeln, der auch die Kirche in Gisseltshausen bei Rottenburg erbaute. Baureparaturen größeren Umfangs wurden 1620 von Christoph Stelzer und 1656 von Wolf Redenpeckh, beide Baumeister aus Landshut, durchgeführt. Letzterer zog die auf quadratischen Pfeilern ruhende Westempore ein. In der Folgezeit wurde die ursprünglich gotische Ausstattung wurde nach und nach barockisiert. An einer Stelle im Pflaster ist die Jahreszahl 1719 zu finden, was ein Hinweis auf größere Umbauarbeiten zu dieser Zeit sein könnte.

### Architektur
Das Gotteshaus ist ein fünfjochiger, verputzter Saalbau aus Backstein, der nach Osten hin in drei Achteckseiten schließt. Der Chor ist nicht ausgeschieden. Der Außenbau wird von zweimal abgesetzten Strebepfeilern gegliedert, wobei der obere Absatz übereck gestellt ist. Außerdem weist der Bau einen umlaufenden Dachfries auf. Die Fensteröffnungen dürften ursprünglich spitzbogig ausgeführt gewesen sein, wurden aber in der Barockzeit rundbogig verändert.
Der Turm steht  westlich des Kirchenschiffs genau auf dessen Mittelachse. Der zweigeschossige Unterbau über quadratischem Grundriss wird im oberen Geschoss von Spitzbogenblenden belebt. Den Übergang zum oktogonalen Oberbau vermitteln teils mehrfach abgesetzte Eck- und Mittelstreben. Die Schallöffnung am oberen Ende des Achteckaufsatzes sind spitzbogig ausgeführt, die Schallöffnung wurde verkleinert und schließt nunmehr rundbogig, um Platz für die einzige Turmuhr zu schaffen. Der spitze, spätgotische Steinhelm ist bis heute erhalten, wurde jedoch mit einer Verkleidung aus Kupferblech versehen.
Das spitzbogige Portal befindet sich auf der Südseite im zweiten Joch von Westen. Das Gewände ist mit zwei Rundstäben zwischen Hohlkehlen profiliert. Der Innenraum wird von einer Stichkappentonne überwölbt. Die spitzen Scheidbögen entspringen aus gefasten Pilastern, deren Schrägen mit einem Rundstab zwischen Hohlkehlen profiliert sind. Den Pilastern sind Runddienste vorgelegt, die ursprünglich zur Aufnahme der Gewölberippen dienten. Diese wurden jedoch im frühen 20. Jahrhundert abgeschlagen; lediglich in der Sakristei blieb ein Sterngewölbe erhalten. Dessen birnstabförmige Rippen entspringen aus einfachen Spitzkonsolen. Im rückwärtigen Langhausjoch wurde beim Barockumbau unterwölbte Empore auf quadratischen Pfeilern eingezogen.

### Ausstattung
Der barocke, zweisäulige Hochaltar stammt aus der Zeit um 1670. Er enthält ein figurenreiches Altarblatt der Krönung Mariens und – unterhalb von geschnitzten Voluten – die Seitenfiguren St. Nikolaus (links) und St. Stephanus (rechts) von dem Landshuter Bildhauer Jonas Hiernle. Die beiden Seitenaltäre aus der Zeit um 1740 sind im Stile des frühen Rokoko gestaltet. Der südliche (rechte) Seitenaltar zeigt eine Figur des heiligen Sebastian von dem Landshuter Bildhauer Anton Hiernle. Der nördliche (linke) Seitenaltar enthält das wohl kostbarste Ausstattungsstück der alten Nikolakirche, eine Figur der Madonna mit Jesuskind des aus Weilheim stammenden Bildhauers Hans Krumpper. Diese war lange eingelagert und fand erst Anfang der 1930er Jahre ihren Platz am linken Seitenaltar.
Die Kanzel mit polygonalem Korpus aus der Zeit um 1720 wird von Bändern und gewundenen Ecksäulchen gegliedert. In den Nischen dazwischen befinden sich kleine Figuren der vier Evangelisten. Die Kanzel ist mit reichem Akanthusschnitzwerk verziert. Wie die Kanzel wird das gesamte Kirchengestühl einschließlich Chorgestühl, das etwa zur gleichen Zeit entstanden sein dürfte, dem Rottenburger Schreiner Georg Schauer zugeschrieben. Auch dieses weist reiches Akanthusschnitzwerk mit breiten, gerieften Bändern auf. Außerdem sind eine rund 75 Zentimeter hohe spätgotische Figur des heiligen Stephanus aus der Zeit um 1500, die an der Brüstung der Westempore angebracht ist, sowie die Kreuzwegtafeln in Öl auf Leinwand aus der Mitte des 18. Jahrhunderts interessant.
Die inzwischen nicht mehr vorhandene Orgel der alten St.-Nikola-Kirche stammte aus dem Jahr 1870. Das rein mechanische Schleifladeninstrument mit vier Registern und angehängtem Pedal wurde von Franz Strauß aus Landshut erbaut. Es wies folgende Disposition auf:
| I Manual C–c3 |           |    |
| 1.            | Gamba     | 8′ |
| 2.            | Copel     | 8′ |
| 3.            | Principal | 4′ |
| 4.            | Flöte     | 4′ |

| Pedal C–f |
| angehängt |

Die älteste Glocke der Kirche, die Sterbeglocke mit einem Durchmesser von 43 Zentimetern, stammt aus dem Jahr 1545. Die Umschrift in Renaissance-Majuskeln lautet: HANS·MEIXNER·ZV·LANCZHVET·GOS·MICH·M·D·XXXXV. Dabei erfolgt die Worttrennung (hier durch „·“ angedeutet) durch Kleeblätter. Die drei neueren Glocken stammen von der Glockengießerei Johann Hahn aus Landshut und sind den Heiligen Stephanus (1947), Martin und Nikolaus (beide 1973) geweiht. Nicht mehr vorhanden sind die im Zweiten Weltkrieg eingezogenen Glocken aus den Jahren 1502 und 1785.

## Neu-St. Nikola

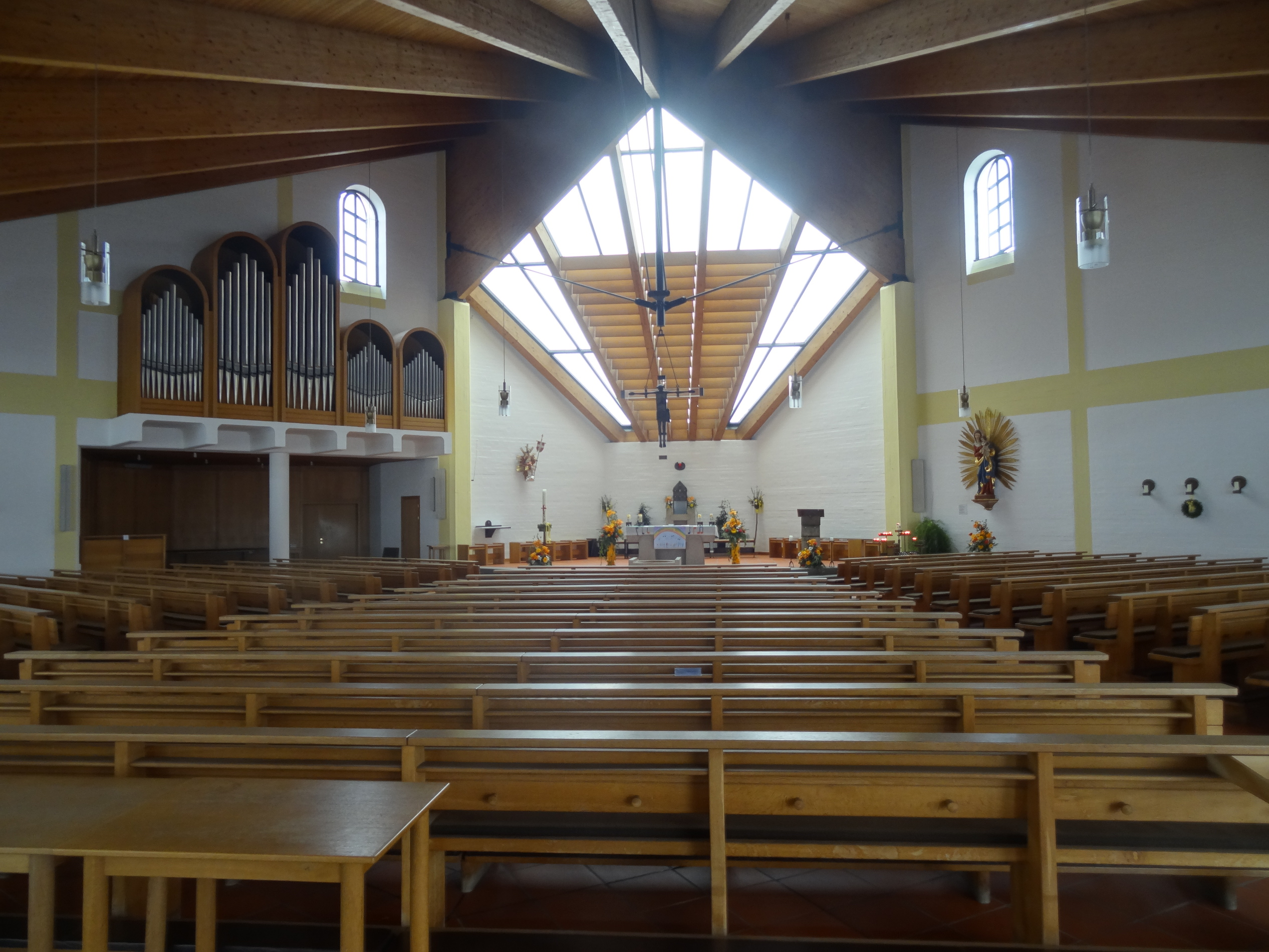
Innenansicht der Kirche Neu-St. Nikola

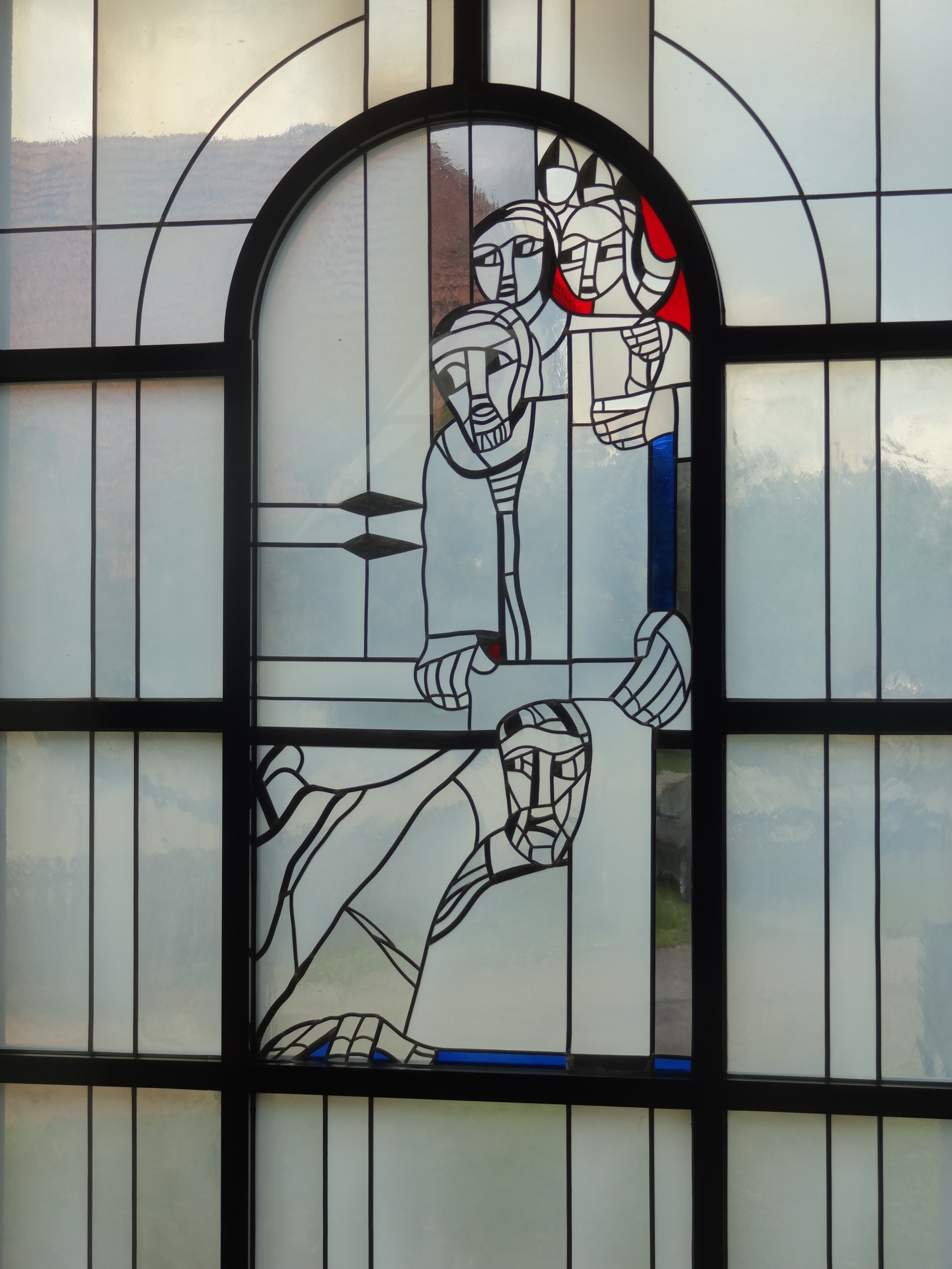
Glasgemälde des Kreuzwegzyklus von Willi Baumeister

### Geschichte und Architektur
Die moderne Kirche Neu-St. Nikola wurde von 1982 bis 1984 auf einer freien Fläche neben der alten Kirche, wo früher die Altdorfer Schule stand, errichtet und baulich mit dieser verbunden. An Christi Himmelfahrt, dem 31. Mai 1984, wurde der lichtdurchflutete Kirchenbau durch den Regensburger Bischof Manfred Müller feierlich eingeweiht. Der Bau musste durch 79 Bohrpfähle aus Stahlbeton auf dem wenig tragfähigen Untergrund verankert werden. Ebenso wurden im Zuge des Neubaus die stark angefaulten Holzpfähle, auf denen der benachbarte Turm der alten Nikolakirche errichtet wurde, durch Stahlbetonpfähle ersetzt. Außergewöhnlich ist vor allem die Dachkonstruktion, welche die in drei Blöcken angeordneten 450 Sitzplätze in der Kirche überspannt. Sie besteht aus Leimbindern, welche durch das über dem Altar an einem Gestänge hängende Kreuz zusammengehalten werden. Dies stellt einen Bezug zum Brief des Paulus an die Epheser her (Epheser 2,21 ).

### Ausstattung
Die meisten sakralen Gegenstände in der Kirche schuf der Landshuter Bildhauer Karl Reidel im Jahr 1984. Darunter finden sich beispielsweise der Altar, der Ambo, der Tabernakel, die Kerzenständer und das über dem Altar hängende Kruzifix. Unter einem Kreuzzeichen in der Altartischfläche sind Reliquien der Regensburger Diözesanpatrone Wolfgang und Emmeram eingemauert. Zur figuralen Ausstattung des Kirchenraumes gehört der im Altarraum angebrachte Auferstehungschristus, der um 1700 von einem unbekannten Meister geschaffen wurde. In jüngster Zeit entstanden die Figuren der Heiligen Nikolaus (1988) und Josef (1990) von Otto Schrott sowie eine Muttergottesfigur mit Jesuskind (1994) von Bernhard Schraml. Die 1983 von Willi Baumeister geschaffenen Kirchenfenster im Eingangsbereich stellen einen Kreuzwegzyklus dar.

### Orgel
Die Orgel mit 32 Registern auf zwei Manualen und Pedal wurde 1983 von Reinhard Weise aus Plattling erbaut. Sie steht auf einem vorkragenden Podest seitlich des Altarraumes und wird von dem freistehenden Spieltisch im rückwärtigen Bereich der Kirche bedient. Das Kegelladeninstrument besitzt eine elektropneumatische Spieltraktur und eine elektrische Registertraktur. Die Taste für den Ton a3 ist in den beiden Manualen nicht besetzt. Die Disposition lautet wie folgt:
| I Hauptwerk C–gis3 |           |       |
| 1.                 | Bordun    | 16′   |
| 2.                 | Prinzipal | 8′    |
| 3.                 | Gamba     | 8′    |
| 4.                 | Rohrflöte | 8′    |
| 5.                 | Oktave    | 4′    |
| 6.                 | Holzflöte | 4′    |
| 7.                 | Quinte    | 2 ⁄3′ |
| 8.                 | Nachthorn | 2′    |
| 9.                 | Mixtur V  | 1 ⁄3′ |
| 10.                | Trompete  | 8′    |
| 11.                | Schalmey  | 4′    |

| II Schwellwerk C–gis3 |                       |        |
| 12.                   | Weidenpfeife          | 8′     |
| 13.                   | Quintadena            | 8′     |
| 14.                   | Copula                | 8′     |
| 15.                   | Italienisch Prinzipal | 4′     |
| 16.                   | Blockflöte            | 4′     |
| 17.                   | Superoktave           | 2′     |
| 18.                   | Terz                  | 1 3⁄5′ |
| 19.                   | Nasard                | 1 ⁄3′  |
| 20.                   | Zimbel III            | 1⁄2′   |
| 21.                   | Fagott                | 16′    |
| 22.                   | Krummhorn             | 8′     |
|                       | Tremulant             |        |

| Pedal C–f1 |                 |         |
| 23.        | Prinzipal       | 16′     |
| 24.        | Untersatz       | 16′     |
| 25.        | Quinte          | 10 2⁄3′ |
| 26.        | Oktave          | 8′      |
| 27.        | Holzgedackt     | 8′      |
| 28.        | Choralflöte     | 4′      |
| 29.        | Hintersatz IV-V | 2 ⁄3′   |
| 30.        | Posaune         | 16′     |
| 31.        | Bombarde        | 8′      |
| 32.        | Clairon         | 4′      |

- Koppel: II/I, I/P, II/P
- Spielhilfen: Absteller für Zungen und Mixturen, 2 freie Kombinationen, Pedalpiano für Manual II, Tutti als Druckknopf und Fußtritt